# Nathalie Larsson
Nathalie Linda Larsson, född 25 maj 1984 i Hållnäs, Uppsala län, är en svensk sportskytt.
Hon har deltagit i Olympiska sommarspelen 2008 i Peking i Kina. Där hon kom på 4:e plats i grenen skeet. Hon vann EM-guld 2009 i kroatiska Osijek.
Larsson bor i Österbybruk och tävlar för Lövstabruk JSK. Hon är aktiv i SOK:s Topp- och talangprogram. 